# Wolfova cena za chemii
Wolfova cena za chemii je izraelské vědecké ocenění, udělované každoročně Wolfovou nadací. Dalšími kategoriemi ocenění jsou ceny za matematiku, fyziku, medicínu, umění a zemědělství.

## Seznam nositelů
- 1978 Carl Djerassi
- 1979 Herman F. Mark
- 1980 Henry Eyring
- 1981 Joseph Chatt
- 1982 John Charles Polanyi, George C. Pimentel
- 1983/4 Herbert S. Gutowsky, Harden M. McConnell, John A. Waugh
- 1984/5 Rudolph Arthur Marcus
- 1986 Elias James Corey, Albert Eschenmoser
- 1987 Sir David C. Phillips, David M. Blow
- 1988 Joshua Jortner, Raphael David Levine
- 1989 Duilio Arigoni, Alan R. Battersby
- 1990 bez ocenění
- 1991 Richard Robert Ernst, Alexander Pines
- 1992 John Anthony Pople
- 1993 Ahmed Hassan Zewail
- 1994 Richard A. Lerner, Peter Schultz
- 1995 Gilbert Stork, Samuel J. Danishefsky
- 1996/7 bez ocenění
- 1998 Gerhard Ertl, Gabor A. Somorjai
- 1999 Raymond Urgel Lemieux
- 2000 F. Albert Cotton
- 2001 Henri B. Kagan, Rjódži Nojori, Karl Barry Sharpless
- 2002/3 bez ocenění
- 2004 Harry B. Gray
- 2005 Richard N. Zare
- 2006/7 Ada Yonath, George Feher
- 2008 William E. Moerner, Allen J. Bard
- 2009 bez ocenění
- 2010 bez ocenění
- 2011 Stuart A. Rice, Ching W. Tang, Krzysztof Matyjaszewski
- 2012 Armand Paul Alivisatos, Charles M. Lieber
- 2013 Robert S. Langer
- 2014 Chi-Huey Wong
- 2015 bez ocenění
- 2016 Kyriacos Costa Nicolaou, Stuart Schreiber
- 2017 Robert G. Bergman
- 2018 Omar M. Yaghi, Makoto Fujita
- 2019 Stephen L. Buchwald, John F. Hartwig
- 2020 bez ocenění
- 2021 Leslie Leiserowitz, Meir Lahav
- 2022 Bonnie Basslerová, Carolyn R. Bertozziová, Benjamin Cravatt
- 2023 Chuan He, Hiroaki Suga, Jeffery W. Kelly
- 2024 bez ocenění